# Borki (Ostrołęka)
Pour les articles homonymes, voir Borki.
Borki (prononciation : [ˈbɔrki]) est un village polonais de la gmina de Goworowo dans le powiat d'Ostrołęka de la voïvodie de Mazovie dans le centre-est de la Pologne.
Il se situe à environ 10 kilomètres au sud de Goworowo (siège de la gmina), 28 kilomètres au sud d'Ostrołęka (siège du powiat) et à 76 kilomètres au nord-est de Varsovie (capitale de la Pologne).
Le village compte approximativement une population de 40 habitants en 2011.

## Histoire
De 1975 à 1998, le village appartenait administrativement à la voïvodie d'Ostrołęka.